# Аралагаський сільський округ
Аралага́ський сільський округ (каз. Аралағаш ауылдық округі, рос. Аралагашский сельский округ) — адміністративна одиниця у складі Аккайинського району Північноказахстанської області Казахстану. Адміністративний центр — село Аралагаш.
Населення — 983 особи (2021; 1368 у 2009, 2049 у 1999, 2649 у 1989).
Станом на 1989 рік існували Аралагаська сільська рада (села Амангельди, Аралагаш) та Рубльовська сільська рада (село Рубльовка).

## Склад
До складу округу входять такі населені пункти:
| Населений пункт  | Старі назви | Населення, осіб (1989) | Населення, осіб (1999) | Населення, осіб (2009) | Населення, осіб (2021) |
| ---------------- | ----------- | ---------------------- | ---------------------- | ---------------------- | ---------------------- |
| Амангельди, село | -           | 358                    | 254                    | 91                     | 42                     |
| Аралагаш, село   | Тонкеріс    | 992                    | 740                    | 465                    | 324                    |
| Рубльовка, село  | -           | 1299                   | 1055                   | 812                    | 617                    |